# 1080
Високе Середньовіччя  •  Золота доба ісламу  •  Реконкіста  •  Київська Русь

## Геополітична ситуація
Візантію очолює Никифор III Вотаніат. Генріх IV є королем Німеччини, а Філіп I — королем Франції.
Апеннінський півострів розділений між численними державами: північ належить Священній Римській імперії, середню частину займає Папська область, південна частина півострова окупована норманами. Деякі міста півночі: Венеція, Генуя, мають статус міст-республік.
Південь Піренейського півострова займають численні емірати, що утворилися після розпаду Кордовського халіфату. Північну частину півострова займають християнські Кастилія, Леон (Астурія, Галісія), Наварра, Арагон та Барселона. Вільгельм Завойовник є королем Англії, Олаф III — королем Норвегії, а Кнуд IV Святий — Данії.
У Київській Русі почав княжити Всеволод Ярославич. Королем Польщі став Владислав I Герман. Хорватію очолює Дмитар Звонимир. На чолі королівства Угорщина стоїть Ласло I.
Аббасидський халіфат очолює аль-Муктаді під патронатом сельджуків, які окупували Персію, в Єгипті владу утримують Фатіміди, у Магрибі панують Альморавіди, у Середній Азії правлять Караханіди, Газневіди втримують частину Індії. У Китаї продовжується правління династії Сун. Значною державою в Індії є Чола. В Японії триває період Хей'ан.

## Події
- Київська Русь повернула собі Червенські міста.
- На церковному соборі в Римі Папа Григорій VII удруге відлучив німецького короля Генріха IV від церкви і підтримав претендента на німецький трон Рудольфа Райнфельдена.
- Німецький король Генріх IV зібрав власний собор, на якому було обрано антипапу Климента III.
- У битві на Ельстері претендент на німецький трон Рудольф Райнфельден завдав поразки військам короля Генріха IV, однак наступного дня Рудольф помер від отриманої рани.
- Війська англійського короля Вільгельма Завойовника придушили повстання в Нортумбрії. Вільгельм послав свого сина Роберта Куртгеза в похід проти Шотландії.
- Вільгельм Завойовник послав папі Григорію VII листа, в якому відмовився визнати понтифіка сюзереном.
- Близько 1080 року почалося вторгнення норманів із півдня Італії в Епір (сучасні Греція та Албанія).
- Королем Данії став Кнуд IV Святий.
- Король Кастилії Альфонсо VI відправив Сіда Кампеадора у вигнання.
- Сельджуки оволоділи всіма азійськими, фригійськими та галатськими містами Візантії.

## Культура
- В монастирі Дафні в Греції створено мозаїку Христа Вседержителя.

## Померли
- 5 липня — Іслейвур Гіссурарсон, перший християнський єпископ Ісландії